# Laurel Hollow
Laurel Hollow és una població dels Estats Units a l'estat de Nova York. Segons el cens del 2000 tenia 1.930 habitants.

## Demografia
Segons el cens del 2000, Laurel Hollow tenia 1.930 habitants, 598 habitatges, i 528 famílies. La densitat de població era de 255,2 habitants/km².
Dels 598 habitatges en un 44,8% hi vivien nens de menys de 18 anys, en un 81,8% hi vivien parelles casades, en un 5,4% dones solteres, i en un 11,7% no eren unitats familiars. En el 10,4% dels habitatges hi vivien persones soles el 4,5% de les quals corresponia a persones de 65 anys o més que vivien soles. El nombre mitjà de persones vivint en cada habitatge era de 3,2 i el nombre mitjà de persones que vivien en cada família era de 3,37.
Per edats la població es repartia de la següent manera: un 30,4% tenia menys de 18 anys, un 4,4% entre 18 i 24, un 21,7% entre 25 i 44, un 30% de 45 a 60 i un 13,5% 65 anys o més.
L'edat mediana era de 41 anys. Per cada 100 dones de 18 o més anys hi havia 87 homes.
Entorn del 0,7% de les famílies i l'1,9% de la població estaven per davall del llindar de pobresa.